# Faber Grand Prix 1997
Il Faber Grand Prix 1997 è stato un torneo di tennis giocato sul sintetico indoor. È stata la 5ª edizione del torneo, che fa parte della categoria Tier II nell'ambito del WTA Tour 1997. Si è giocato a Hannover in Germania dal 17 al 23 febbraio 1997.

## Campionesse

### Singolare
Iva Majoli ha battuto in finale  Jana Novotná con il punteggio di 4–6, 7–6, 6–4

### Doppio
Nicole Arendt /  Manon Bollegraf hanno battuto in finale  Larisa Neiland /  Brenda Schultz con il punteggio di 4–6, 6–3, 7–6